# Marquês de Vila Viçosa
Marquês de Vila Viçosa de juro e herdade é um título nobiliárquico português criado pelo Rei D. Afonso V por Carta de 25 de Maio de 1455 em favor de D. Fernando de Bragança, Conde de Arraiolos, filho segundo de D. Afonso I de Bragança, 1.º Duque de Bragança, como recompensa pelos serviços prestados à Coroa. O 1.º Marquês de Vila Viçosa viria a ser o 2.º Duque de Bragança.

## História
O título de Marquês de Vila Viçosa seguiu-se à criação pelo mesmo monarca do título de Marquês de Valença atribuído em 1451 ao irmão mais velho daquele, D. Afonso, o célebre Conde de Ourém, a fim de manter a paridade entre os herdeiros da maior Casa nobiliárquica do Reino.
Com a morte sem descendência legítima de D. Afonso em 1460, ainda em vida do pai, D. Fernando de Bragança tornou-se herdeiro do Ducado de Bragança. Com a sua ascensão a Duque de Bragança como D. Fernando I em 1461 o título de Marquês de Vila Viçosa, vila alentejana onde os Duques têm o seu mais conhecido Paço Ducal, passou a um dos títulos subsidiários da Sereníssima Casa de Bragança, sendo seu actual representante D. Duarte Pio de Bragança.

## Marqueses de Vila Viçosa (1455)

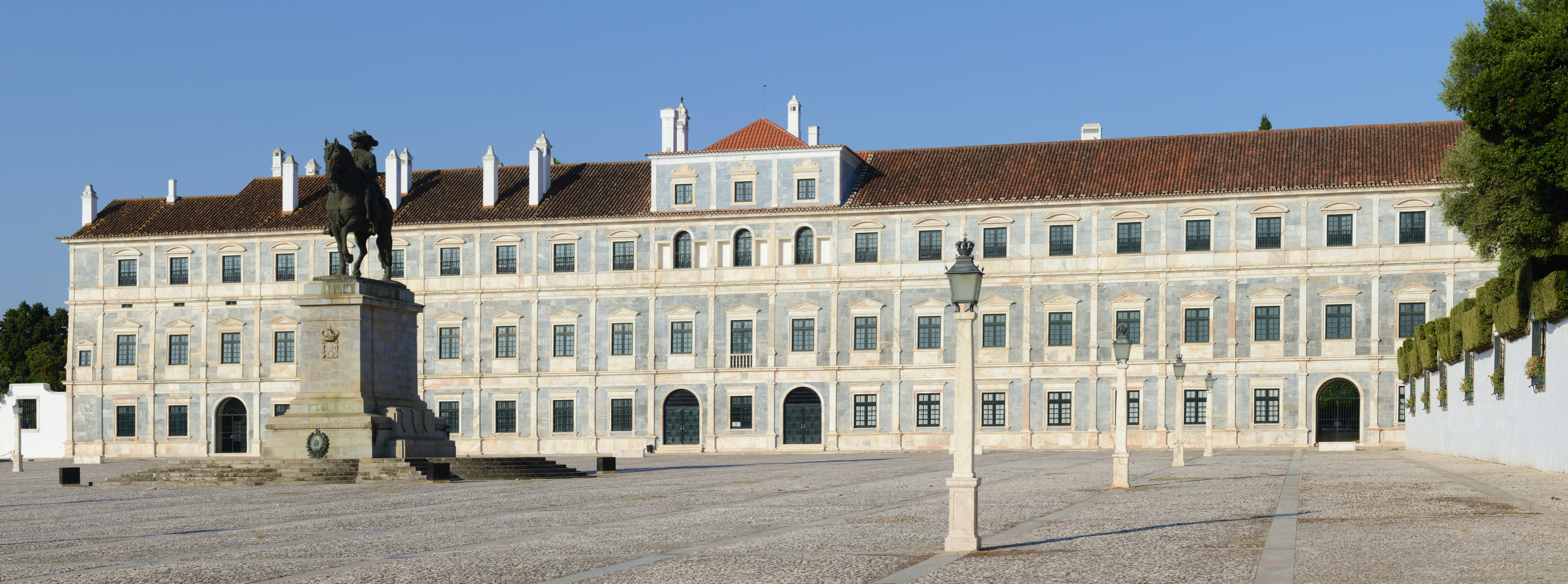
Paço Ducal de Vila Viçosa.

Título criado de juro e herdade pelo Rei D. Afonso V por Carta de 25 de Maio de 1455 em favor de D. Fernando de Bragança, Conde de Arraiolos e futuro 2.º Duque de Bragança.

### Titulares
1. D. Fernando I de Bragança
2. D. Fernando II de Bragança
3. D. Jaime I de Bragança
4. D. Teodósio I de Bragança
5. D. João I de Bragança
6. D. Teodósio II de Bragança
7. Rei D. João IV
8. D. Teodósio III de Bragança, Príncipe do Brasil
9. Rei D. Afonso VI
10. Rei D. João V
11. Rei D. José I
12. Rainha D. Maria I
13. D. José II de Bragança, Príncipe do Brasil
14. Rei D. João VI de Portugal
15. Rei D. Pedro IV de Portugal
16. Rei D. Miguel I de Portugal
17. Rainha D. Maria II de Portugal
18. Rei D. Pedro V de Portugal
19. Rei D. Carlos I de Portugal
20. D. Luís Filipe, Duque de Bragança, Príncipe Real
21. D. Miguel Januário de Bragança
22. D. Duarte Nuno de Bragança
23. D. Duarte Pio de Bragança

### Armas
As da Sereníssima Casa de Bragança: escudo de prata, com uma aspa de vermelho, carregada com cinco quinas, uma ao centro e as restantes em cada um dos seus braços.